# Julie Šamberková
Julie Šamberková, rozená Knornová (11. září 1846, Březová nad Svitavou – 3. února 1892, Hamburk, Německo, sebevražda), byla česká divadelní herečka.

## Životopis
Divadelní působení zahájila jako operní pěvkyně v roce 1865 v Praze na Žofíně, kde byla pobočná scéna Prozatímního divadla. Později získala angažmá v Olomouci u německé opery. Zde se seznámila s F. F. Šamberkem a 7. ledna 1866 uzavřeli sňatek . Z důvodu nemocných hlasivek však zanechala zpěvu a působila dále jen v činohře . V roce 1867 nastoupila u Švandovy divadelní společnosti, v letech 1867–1876 byla v angažmá v Prozatímním divadle.
S manželem Františkem Ferdinandem Šamberkem měla tři děti – Dagmar (zemřela mladá), Egmonta (novináře a zpěváka) a Vladimíra (herce a malíře) .
V roce 1876 se rozešla s manželem a odešla i se syny do Německa, kde působila na scénách v Berlíně, Hamburku a Frankfurtu nad Mohanem. Hostovala také v USA a v letech 1880–1885 hrála v německém divadle v Praze. V sezóně 1885/1886 byla angažována v Národním divadle v Praze, kde převzala mnoho rolí po Marii Pospíšilové, která odešla hrát do Německa. I přes úspěchy v Praze odešla znovu do ciziny a v roce 1888 ukončila uměleckou činnost.
V závěru života žila v Hamburku, kde provozovala pronajatý penzion s restaurací Restaurant Schamberg . Zde v únoru roku 1892 spáchala sebevraždu.

### Působení na Národním divadle
V Národním divadle, kde byla angažována v letech 1885–1886 vytvořila celkem 15 rolí.

## Dílo
V Pivodově pěvecké škole se učila zpívat u kapelníka Wilhelma Jahna (1835–1900), hrát na klavír a herectví se učila u Friederike (Bedřišky) Herbstové (1805–1866). Onemocnění hlasivek po těžkém porodu (dcera brzy po porodu zemřela) jí znemožnilo pokračovat v operní kariéře, a tak byla nucena se přeorientovat na činohru. Kvůli změně hlasu po onemocnění hlasivek nabyla zvláštní ostrosti v hlasovém projevu, který dobře vyjadřoval ironii, chlad a pýchu, což se jí hodilo např. pro ztvárnění Shakespearových ženských postav, ale později i pro ztvárnění různých psychologických stavů aristokratek a krutých panovnic v dramatech jiných autorů. Je řazena k představitelkám deklamačního hereckého stylu.

## Citát
| „                 | V naší Moderní galerii visí veliký obraz Brožíkův, portrét to Julie Šamberkové z r. 1876. Je zobrazena v roli Messaliny; hrávalať tuto císařovnu divých chtíčů německy i česky v oblíbené někdy hře Wilbrandtově. Podívejte se na ten obraz: ay, every inch a queen, troufám si nanovo obměniti věčná slova Shakespearova. | “ |
| — Jaroslav Kvapil | |   |

## Divadelní role (výběr)
- 1865 Giuseppe Verdi: Troubadour, Leonora j.h., Prozatímní divadlo
- 1865 Carl Maria von Weber: Střelec kouzelník, Anika j.h., Prozatímní divadlo
- 1865/66 Giacomo Meyerbeer: Robert der Teufel, Alice, MD Olomouc – Karel König
- 1865/66 Vincenzo Bellini: Norma, Adalgisa, MD Olomouc – Karel König
- 1865/66 Wolfgang Amadeus Mozart: Die Zauberflöte, Pamina, MD Olomouc – Karel König
- 1865/66 Charles Gounod: Faust, Gretchen, MD Olomouc – Karel König
- 1865/66 Ernst Benjamin Salomon Raupach: Mlynář a jeho dítě, MD Olomouc – Karel König
- 1866 Giacomo Meyerbeer: Hugenoti, Valentina, Prozatímní divadlo
- 1866 Jacques Offenbach: Krásné Gruzínky, Ferosa, Prozatímní divadlo
- 1866 Jacques Offenbach: Píseň pana Fortunina, Valenta, Prozatímní divadlo
- 1866 Christoph Willibald Gluck: Armida, Fenice, Prozatímní divadlo
- 1866 Friedrich Schiller: Smrt Valdštýnova, Hraběnka Trčková, Prozatímní divadlo
- 1867 Václav Vlček: Eliška Přemyslovna, Eliška Rejčka, Švandova společnost i Prozatímní divadlo (1875)
- 1867 Eugene Scribe: Sklenice vody, Královna Anna, Švandova společnost
- 1867 Josef Jiří Kolár: Magelona, Eva z Losů, Švandova společnost i Prozatímní divadlo (1867) i Národní divadlo (1886)
- 1867 Friedrich Schiller: Panna Orleánská, Johana, Švandova společnost
- 1867 Heinrich Laube: Hrabě Essex, Alžběta, Prozatímní divadlo
- 1867 Friedrich Schiller: Marie Stuartka, Alžběta, Prozatímní divadlo
- 1867 William Shakespeare: Mnoho povyku pro nic za nic, Blažena, Prozatímní divadlo
- 1868 Jacques Offenbach: Orfeus v podsvětí, Juno, Prozatímní divadlo
- 1869 William Shakespeare: Macbeth, Lady Macbeth, Švandova společnost i Prozatímní divadlo
- 1869 William Shakespeare: Večer tříkrálový aneb Cokoli chcete, Olivie, Prozatímní divadlo
- 1870 Félicien Mallefille: Skeptikové, Sidonie Landurel, Prozatímní divadlo
- 1870 Albert Emil Brachvogel: Narcis, Markýza de Pompadour, Prozatímní divadlo
- 1871 Josef Jiří Kolář: Pražský žid, Verena, Prozatímní divadlo
- 1871 Gustav Freytag: Journalisté, Božena z Proseče, Prozatímní divadlo
- 1873 Emanuel Bozděch: Z doby kotillonův, Markýza de Logny, Prozatímní divadlo
- 1873 Alexandre Dumas ml.: Dáma s kameliemi, Marguerite Gauthier, Prozatímní divadlo
- 1874 Vítězslav Hálek: Záviš z Falkenštejna, Královna Kunhuta, Prozatímní divadlo
- 1874 Victorien Sardou: Spekulant a jeho rod, Klotilda, Prozatímní divadlo
- 1875 Friedrich Schiller: Don Carlos, kralevic hispánský, Princezna Eboli, Prozatímní divadlo
- 1875 Emanuel Bozděch: Baron Goertz, Ulrika Eleonora, Prozatímní divadlo
- 1876 Adolf von Wilbrandt: Valeria Messalina, Prozatímní divadlo
- 1880 Friedrich Schiller: Maria Stuart, Maria Stuart, StD (Deutsches Landestheater)
- 1881 Johann Wolfgang Goethe: Torquato Tasso, Eleonore Sanvitale, StD (Deutsches Landestheater)
- 1882 Gotthold Ephraim Lessing: Miss Sarah Sampson, Marwood, StD (Deutsches Landestheater)
- 1884 Édouard Pailleron: Der Zündende Funke, Leonie von Renot, StD (Deutsches Landestheater)
- 1886 Ladislav Stroupežnický: Krištof Kolumbus, Beatrice, Národní divadlo
- 1886 Victorien Sardou: Theodora, Theodora, Národní divadlo
- 1886 William Shakespeare: Hamlet, Kněžna v divadelní hře, Národní divadlo

## Inspirace ve výtvarném umění

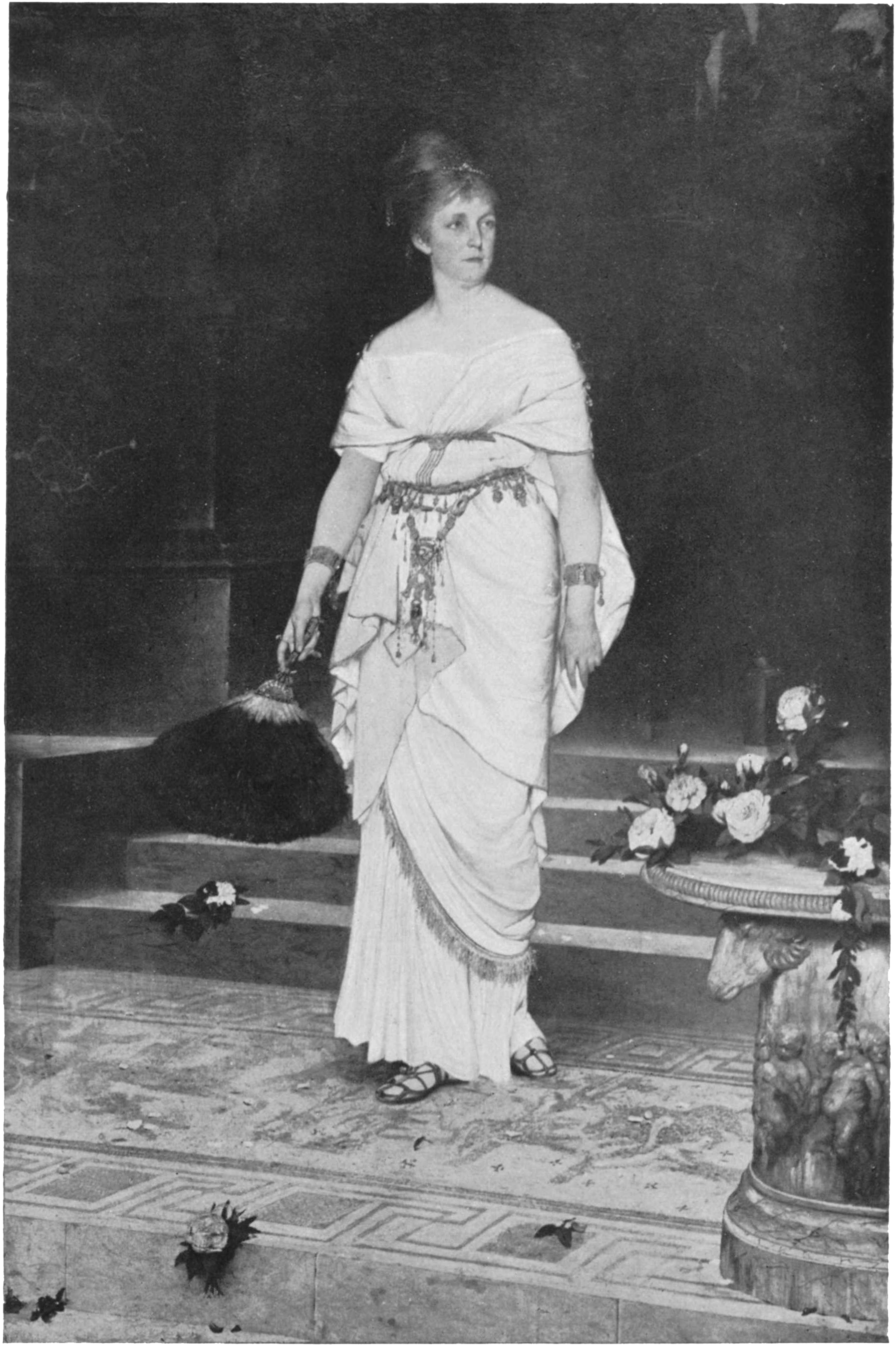
Václav Brožík: Messalina (čb. knižní reprodukce, 1924)

Herečku ztvárnil Václav Brožík v roli Messaliny. Obraz je v majetku Národní galerie.